# Восходське сільське поселення (Алатирський район)
Восхо́дське сільське поселення (рос. Восходское сельское поселение) — муніципальне утворення у складі Алатирського району Чувашії, Росія. Адміністративний центр — селище Восход.
Станом на 2002 рік селище Калініно перебувало у складі Стемаської сільської ради.

## Населення
Населення — 982 особи (2019, 1090 у 2010, 1053 у 2002).

## Склад
До складу поселення входять такі населені пункти:
| Населений пункт  | Населення, осіб (2002) | Населення, осіб (2010) |
| ---------------- | ---------------------- | ---------------------- |
| Восход, селище   | 829                    | 737                    |
| Калініно, селище | 224                    | 353                    |